# IZBAN E22000
IZBAN E22000 — електропоїзд, створений CAF для використання в системі приміської залізниці İZBAN. У 2010/11 рр. побудовано 33 склади з 3 вагонів, які з 2010 року працюють лініями İZBAN в Ізмірі. IZBAN E22000 живиться від мережі змінного струму 25 кВ через повітряну контактну мережу. 
Кожен поїзд коштує 3,7 мільйона євро. 